# Poolbillard-Jugendeuropameisterschaft 2010
Die Poolbillard-Jugendeuropameisterschaft 2010 war die 30. Austragung der von der European Pocket Billiard Federation veranstalteten Jugend-Kontinentalmeisterschaft im Poolbillard. Sie fand vom 29. Juli bis 6. August 2010 im Golden Tulip Jagershorst in Leende in den Niederlanden statt.
Ausgespielt wurden die Disziplinen 14/1 endlos, 8-Ball, 9-Ball und erstmals auch 10-Ball in den Kategorien Junioren, Schüler und Juniorinnen. Bei den Junioren sowie bei den Schülern wurden zudem Mannschafts-Europameister ermittelt. Bei den Juniorinnen wurde kein 14/1-endlos-Wettbewerb gespielt.

## Medaillengewinner
| Disziplin              | Gold               | Silber               | Bronze                                |        |
| ---------------------- | ------------------ | -------------------- | ------------------------------------- | ------ |
| Junioren – 14/1 endlos | Manuel Ederer      | Ruslan Tschinachow   | Steffen Wolff Kristoffer Mindrebøe    | [ 1 ]  |
| Junioren – 8-Ball      | Jim Chawki         | Manuel Ederer        | Marlin Köhler Steffen Wolff           | [ 2 ]  |
| Junioren – 9-Ball      | Manuel Ederer      | Kristoffer Mindrebøe | Kim Laaksonen Ivo Aarts               | [ 3 ]  |
| Junioren – 10-Ball     | Ruslan Tschinachow | Steffen Wolff        | Mihkel Rehepapp Jim Chawki            | [ 4 ]  |
| Junioren-Mannschaft    | Deutschland        | Schweden             | Slowakei Norwegen                     | [ 5 ]  |
| Schüler – 14/1 endlos  | Bence Deak         | Adrian Borowiec      | Daniel Gollnhuber Marcel Fortuński    | [ 6 ]  |
| Schüler – 8-Ball       | Wojciech Szewczyk  | Finn Eschment        | Bence Deak David Maslov               | [ 7 ]  |
| Schüler – 9-Ball       | Bence Varga        | Adrian Borowiec      | Marcel Fortuński David Maslov         | [ 8 ]  |
| Schüler – 10-Ball      | Bence Varga        | Wojciech Szewczyk    | Daniel Tångudd Daniel Gollnhuber      | [ 9 ]  |
| Schüler-Mannschaft     | Ungarn             | Polen                | Deutschland Russland                  | [ 10 ] |
| Juniorinnen – 8-Ball   | Simone Künzl       | Monika Zabek         | Veronika Ivanovskaia Kamila Khodjaeva | [ 11 ] |
| Juniorinnen – 9-Ball   | Anastasia Nechaeva | Nataliya Seroshtan   | Simone Künzl Veronika Ivanovskaia     | [ 12 ] |
| Juniorinnen – 10-Ball  | Simone Künzl       | Daria Sirotina       | Linda Braun Oliwia Czupryńska         | [ 13 ] |